# Белов, Николай Никанорович
Николай Никанорович Белов (3 декабря 1896, Курск — 9 августа 1941, Подвысокое, Кировоградская область) — советский военачальник, генерал-майор (1940).

## Биография
Родился 3 декабря 1896 года в Курске. Происходил из бедной рабочей семьи.

### Первая мировая война
Был призван в русскую императорскую армию в мае 1915 года и зачислен в запасную артиллерийскую бригаду, расквартированную в Челябинске. Через полтора месяца дезертировал. В октябре 1915 года арестован и возвращён в свою часть. С мая по декабрь 1917 года воевал на Северо-Западном фронте в батарее 2-й Кавказской стрелковой дивизии. В декабре вновь дезертировал. За время первой мировой войны дослужился до чина старшего унтер-офицера. В феврале 1918 года вступил в красную гвардию и состоял в ней до мая, сначала в красногвардейском партизанском отряде в Харькове, а затем в 1-й сотне 1-го полка червонного казачества, в которую отряд был реорганизован. Участвовал в боях с войсками УНР и немцами под Полтавой и Харьковом.

### Гражданская война
С началом активной фазы Гражданской войны добровольно вступил в РККА 26 мая 1918 года на станции Прохоровка Курской железной дороги и был зачислен в 3-й сводный артиллерийский дивизион 5-го отдельного Курского стрелкового полка 1-й Инзенской стрелковой дивизии (в октябре дивизион переименован в 3-й легкий артиллерийский дивизион). Воевал против немцев на Курской железной дороге, позже участвовал в боях с войсками чехословацкого корпуса. Зимой 1918—1919 годов дивизия на Южном фронте участвовала в боевых действиях против войск Краснова и Деникина. С ноября 1919 года исполнял должность начальника разведки артиллерийского дивизиона. В январе—феврале 1920 года проходил обучение на политкурсах своей дивизии (реорганизованной в 15-ю стрелковую) в Ростове-на-Дону, после которых был назначен инструктором её политотдела. Участвовал в Воронежско-Касторненской, Донбасской, Ростово-Новочеркасской, Доно-Манычской, Тихорецкой и Кубано-Новороссийской операциях. С апреля 1920 года — военный комиссар 15-го кавалерийского полка. Под станицей Крымская был ранен, после выздоровления с мая 1920 года был политруком батареи 1-го легкого артиллерийского дивизиона. В это время дивизия была передислоцирована на Юго-Западный фронт для борьбы с войсками генерала Врангеля и вела бои в районах Нижние Серогозы, Орехов (город) и на Каховском плацдарме. С сентября 1920 года — военный комиссар артиллерийского дивизиона. В этой должности участвовал в боях в Северной Таврии и Перекопско-Чонгарской операции. После завершения разгрома войск Врангеля с дивизией участвовал в борьбе с вооруженными формированиями Махно в Крыму, Одесской и Херсонской губерниях.

### Межвоенный период
В 1922 году стал военным комиссаром учебной артиллерийской школы дивизии, а в январе 1924 года — военным комиссаром отдельного кавалерийского эскадрона. В мае 1925 года был переведен из 15-й дивизии в 3-ю кавалерийскую и назначен военным комиссаром в 16-го кавалерийский полк. С октября 1927 года по август 1928 года находился на кавалерийских курсах усовершенствования старшего комсостава в Новочеркасске. С августа 1928 года — помощник командира, а с 17 ноября 1931 года — командир и военный комиссар 15-го кавалерийского полка. В январе 1937 года назначен на должность командира и военного комиссара 5-го моторизованного полка 2-й кавалерийской дивизии. В ноября стал исполняющим обязанности начальника военно-хозяйственного снабжения 1-го кавалерийского корпуса. В том же году за «грубость с подчиненными и антисоветские анекдоты» исключен из ВКП (б), но в 1938 году был восстановлен в её рядах. С мая 1938 года помощник командира 9-й кавалерийской дивизии.

### Вторая Мировая война
С 14 августа 1939 года стал командиром 9-й кавалерийской дивизии 4-го кавалерийского корпуса Киевского особого военного округа. Участвовал с ней в походе Красной армии на Западную Украину. С января 1941 года — командир 25-й стрелковой дивизии. Вскоре вернулся в состав 15-й дивизии (реорганизованной в 15-ю моторизованную дивизию 2-го механизированного корпуса), став 11 марта её командиром. С началом Великой Отечественной войны дивизия в ходе приграничного сражения вела упорные оборонительные бои в Бессарабии, затем по приказу командира корпуса отходила в направлении Рыбница — Умань. Белов был ранен 4 августа 1941 года, но отказался садиться на присланный за ним самолёт, не желая бросать своих солдат в окружении. Спустя пять дней он погиб от осколка немецкого снаряда в бою у села Подвысокое.

## Воинские чины и звания
- Рядовой — 05.1915
- Старший унтер-офицер — 09.1917
- Полковник — 24.12.1935[1]
- Комбриг — 05.02.1939[2]
- Генерал-майор — 04.06.1940[3]

## Награды
- Орден Красного Знамени
- Орден Красной Звезды
- Орден Отечественной войны I степени
- Юбилейная медаль «XX лет Рабоче-Крестьянской Красной Армии»